# Kurzhebelratsche
Die Kurzhebelratsche, auch Druckratsche genannt, dient als Spannglied bei der Ladungssicherung mit Zurrgurten. Seit April 2004 muss eine Kurzhebelratsche nach EN 12195 Vorspannkräfte von 250 bis 350 daN erbringen.
Im Gegensatz zur Langhebelratsche wird die Kurzhebelratsche bei Betätigung nach oben gedrückt. Sie ist in der Anschaffung günstiger, jedoch ist die erreichte Vorspannkraft bis zu 50 % geringer. Für beide Ratschen gilt: der Gurt darf maximal drei Lagen auf der Wickelwelle aufgewickelt sein, da sonst ein unbeabsichtigtes Lösen des Sperrschiebers die Ladungssicherung nutzlos machen kann. Verbogene, stark korrodierte oder nicht funktionstüchtige Ratschen führen zur sofortigen Ablegereife des Zurrgurtes und dürfen, laut EN 12195-2, nicht mehr verwendet werden. Die VDI-Richtlinie VDI 2700 Blatt 3.1 fordert sogar, dass ein Sachkundiger einmal im Jahr alle Zurrmittel überprüft. Diese Richtlinie ist gesetzlich nicht bindend, sie ist lediglich eine Empfehlung.